# Trondheim
Pour les articles homonymes, voir Trondheim (homonymie).
Trondheim /ˈtrɔ̂nː(h)æɪm/ (anciennement et localement Trondhjem, Tråante en Same du Sud), autrefois Nidaros (Nidrosie en français), est une ville et une commune norvégienne située dans le comté de Trøndelag. Elle est la troisième ville de Norvège, après Oslo et Bergen, avec 198 219 habitants au 1er octobre 2019, pour une superficie de 342 km2. Elle est située géographiquement au centre ouest du pays.
Trondheim accueille une importante université, l'université norvégienne de sciences et de technologie. Elle est la ville la plus importante du comté, mais n'en est pas le centre administratif (qui est Steinkjer). Le journal local, l'Adresseavisen, fondé en 1767, est le plus ancien quotidien de Norvège encore en activité.

## Géographie
Trondheim est située à l'embouchure de la Nidelva qui se jette dans le Trondheimsfjord, formant un port bénéficiant d'une situation abritée. Le fleuve était d'une profondeur suffisante pour la plupart des navires au Moyen Âge. Une coulée de boue et de pierres compliqua la navigation et rendit une partie du port inutilisable au milieu du XVIIe siècle.

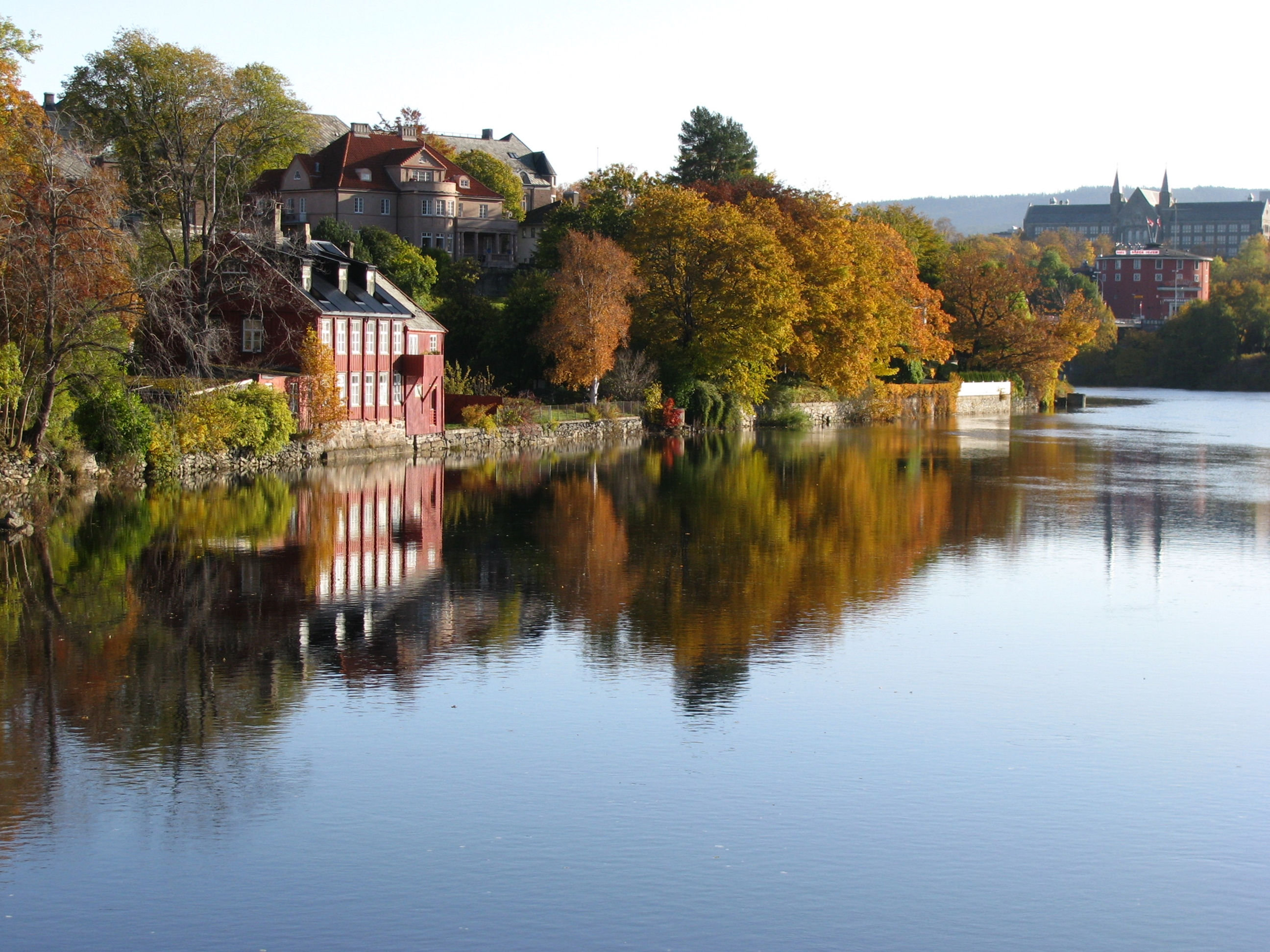
Les rives de la Nidelva à l'automne au mois d'octobre 2009.

Le point culminant de la municipalité est la colline de Storheia avec une altitude de 565 mètres. Au solstice d'été, le soleil se lève à 3 h et se couche à 23 h 40, tout en restant juste sous l'horizon. Il n'y a pas d'obscurité totale du 20 mai au 20 juillet. Au solstice d'hiver, le soleil se lève à 10 h, reste très bas sur l'horizon et se couche à 14 h 30.

### Climat

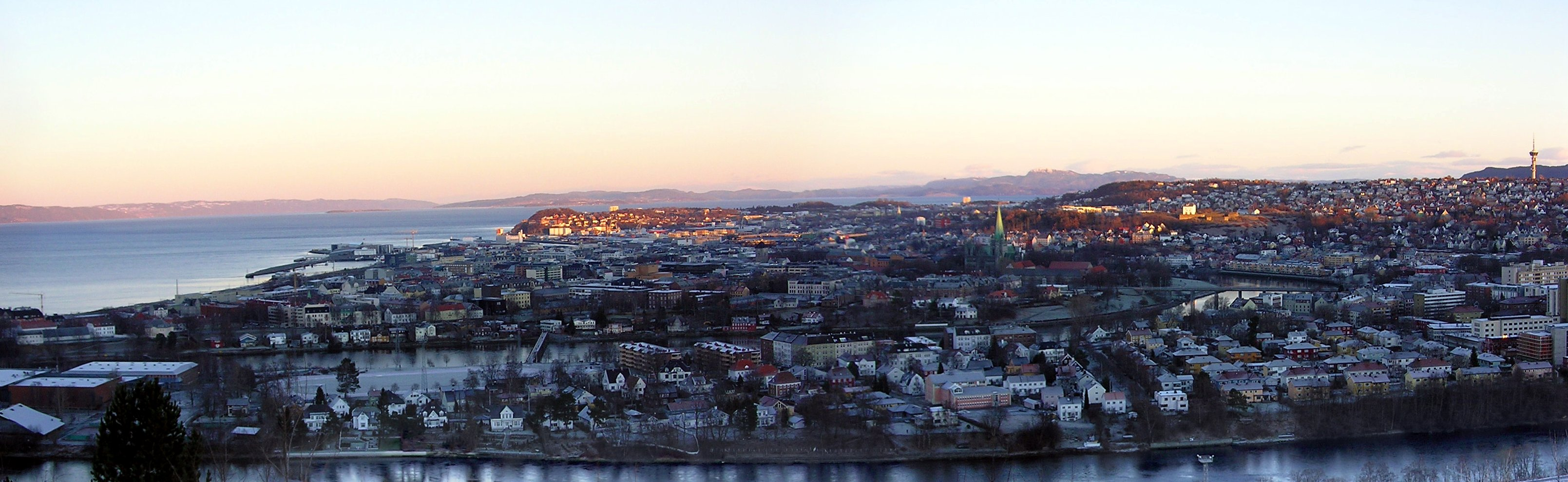
Panorama de Trondheim, le Trondheimsfjord et les alentours.

Le climat de Trondheim est à dominante océanique. La ville est cependant abritée des vents qui soufflent sur la côte. La température la plus élevée enregistrée est de 35 °C le 22 juillet 1901, la plus basse de −26,1 ° C en février 1899. Trondheim connaît des chutes de neige modérées de novembre à mars, avec parfois un climat relativement doux et des chutes de pluie. En moyenne, la ville passe 14 jours par hiver avec plus de 25 cm de neige au sol et 22 jours avec des températures minimales inférieures à −10 ° C. On trouve généralement bien plus de neige dans les zones périphériques de la ville, notamment sur les hauteurs de Byåsen ou Heimdal, avec de bonnes conditions pour la pratique du ski de fond à Bymarka. Les températures maximales peuvent occasionnellement dépasser les 20 °C de début mai à fin septembre, avec en moyenne 34 jours par été qui dépassent les 20 °C. Octobre est un mois d'automne typique avec des températures basses et les feuilles des arbres qui chutent, alors que novembre est bien plus froid et déjà très sombre. Les précipitations annuelles sont de 873,4 mm réparties tout au long de l'année, les mois les plus humides étant août et septembre et les plus secs mars, avril et mai. La zone du Trøndelag a vu ses températures moyennes augmenter de près de 2 °C au cours des 25 dernières années.
| Mois                              | jan. | fév. | mars  | avril | mai  | juin | jui. | août | sep. | oct.  | nov.  | déc. | année |
| --------------------------------- | ---- | ---- | ----- | ----- | ---- | ---- | ---- | ---- | ---- | ----- | ----- | ---- | ----- |
| Température minimale moyenne (°C) | −4,9 | −4,7 | −2,5  | 1,1   | 5,1  | 8,5  | 11   | 10,4 | 7    | 3     | −1,3  | −4,3 | 2,4   |
| Température moyenne (°C)          | −1,9 | −1,6 | 0,9   | 4,9   | 9,2  | 12,5 | 15   | 14,2 | 10,6 | 6,1   | 1,4   | −1,3 | 5,8   |
| Température maximale moyenne (°C) | 1,2  | 1,5  | 4,2   | 8,5   | 13,4 | 16,2 | 18,9 | 18   | 14,1 | 9,1   | 4,2   | 1,7  | 9,3   |
| Record de froid (°C)              | −25  | −26  | −22,7 | −15,3 | −9,6 | −0,8 | 0,6  | 1    | −3,5 | −12,6 | −18,7 | −24  | −26   |
| Record de chaleur (°C)            | 13,5 | 12,6 | 14,6  | 21,1  | 26,7 | 31,2 | 35   | 30,4 | 26   | 20,4  | 15,4  | 13,2 | 35    |
| Précipitations (mm)               | 78,2 | 65,9 | 56,1  | 44,7  | 51,9 | 68,5 | 88,8 | 90,2 | 92,1 | 81,2  | 73,8  | 82   | 873,4 |

| Diagramme climatique                                  |             |             |            |             |             |            |            |           |          |             |           |
| J                                                     | F           | M           | A          | M           | J           | J          | A          | S         | O        | N           | D         |
| 1,2−4,978,2                                           | 1,5−4,765,9 | 4,2−2,556,1 | 8,51,144,7 | 13,45,151,9 | 16,28,568,5 | 18,91188,8 | 1810,490,2 | 14,1792,1 | 9,1381,2 | 4,2−1,373,8 | 1,7−4,382 |
| Moyennes : • Temp. maxi et mini °C • Précipitation mm |             |             |            |             |             |            |            |           |          |             |           |

| Mois                              | jan.  | fév.  | mars | avril | mai  | juin | jui. | août | sep. | oct.  | nov. | déc.  | année |
| --------------------------------- | ----- | ----- | ---- | ----- | ---- | ---- | ---- | ---- | ---- | ----- | ---- | ----- | ----- |
| Température minimale moyenne (°C) | −5    | −4,5  | −2,3 | 1,3   | 5,3  | 8,8  | 11,2 | 10,7 | 7,4  | 3,2   | −1,3 | −4,4  | 2,5   |
| Température moyenne (°C)          | −1,8  | −1,4  | 1,1  | 5,1   | 9,6  | 12,8 | 15,3 | 14,6 | 11   | 6,3   | 1,5  | −1,3  | 6,1   |
| Température maximale moyenne (°C) | 1,3   | 1,8   | 4,4  | 8,9   | 13,9 | 16,7 | 19,4 | 18,5 | 14,5 | 9,3   | 4,3  | 1,8   | 9,6   |
| Record de froid (°C)              | −25,6 | −25,5 | −23  | −13,9 | −4,7 | −0,2 | 2,3  | −0,3 | −4,9 | −10,8 | −19  | −23,5 | −25,6 |
| Record de chaleur (°C)            | 13,7  | 13,8  | 15,7 | 22    | 27,9 | 31,7 | 32,3 | 31,3 | 27,9 | 20,9  | 16,1 | 13,1  | 32,3  |
| Précipitations (mm)               | 74,7  | 64,7  | 54,2 | 44,4  | 55,3 | 69,6 | 87,4 | 91,8 | 94,1 | 83,6  | 69,4 | 82    | 871,2 |

| Diagramme climatique                                  |             |             |            |             |             |              |              |             |            |             |           |
| J                                                     | F           | M           | A          | M           | J           | J            | A            | S           | O          | N           | D         |
| 1,3−574,7                                             | 1,8−4,564,7 | 4,4−2,354,2 | 8,91,344,4 | 13,95,355,3 | 16,78,869,6 | 19,411,287,4 | 18,510,791,8 | 14,57,494,1 | 9,33,283,6 | 4,3−1,369,4 | 1,8−4,482 |
| Moyennes : • Temp. maxi et mini °C • Précipitation mm |             |             |            |             |             |              |              |             |            |             |           |

### Faune
Plusieurs zones humides se trouvent dans les limites de la municipalité, comme les marais côtiers de Gaulosen. Des tours d'observation récemment construites permettent d'observer et de trouver des informations sur la vie des oiseaux qui y nichent.
Même si Trondheim est la troisième plus grande ville de Norvège, on peut encore y observer des animaux sauvages. Loutres et castors prospèrent dans la Nidelva et à Bymarka. Blaireaux et renards peuvent également être observés. Les élans et les rennes sont courants dans les collines environnantes et peuvent occasionnellement faire des incursions en ville, notamment au mois de mai quand les jeunes spécimens sont chassés par leurs mères, ou en hiver quand les sources de nourriture, couvertes par la neige, se font rares. Depuis 2002, un glouton a élu domicile à Bymarka.
Il y a ausi des zones protégées, comme la réserve naturelle d'Apoteket et celle de Lauglolia.

## Urbanisme

### Voies de communication et transports

#### Réseau routier

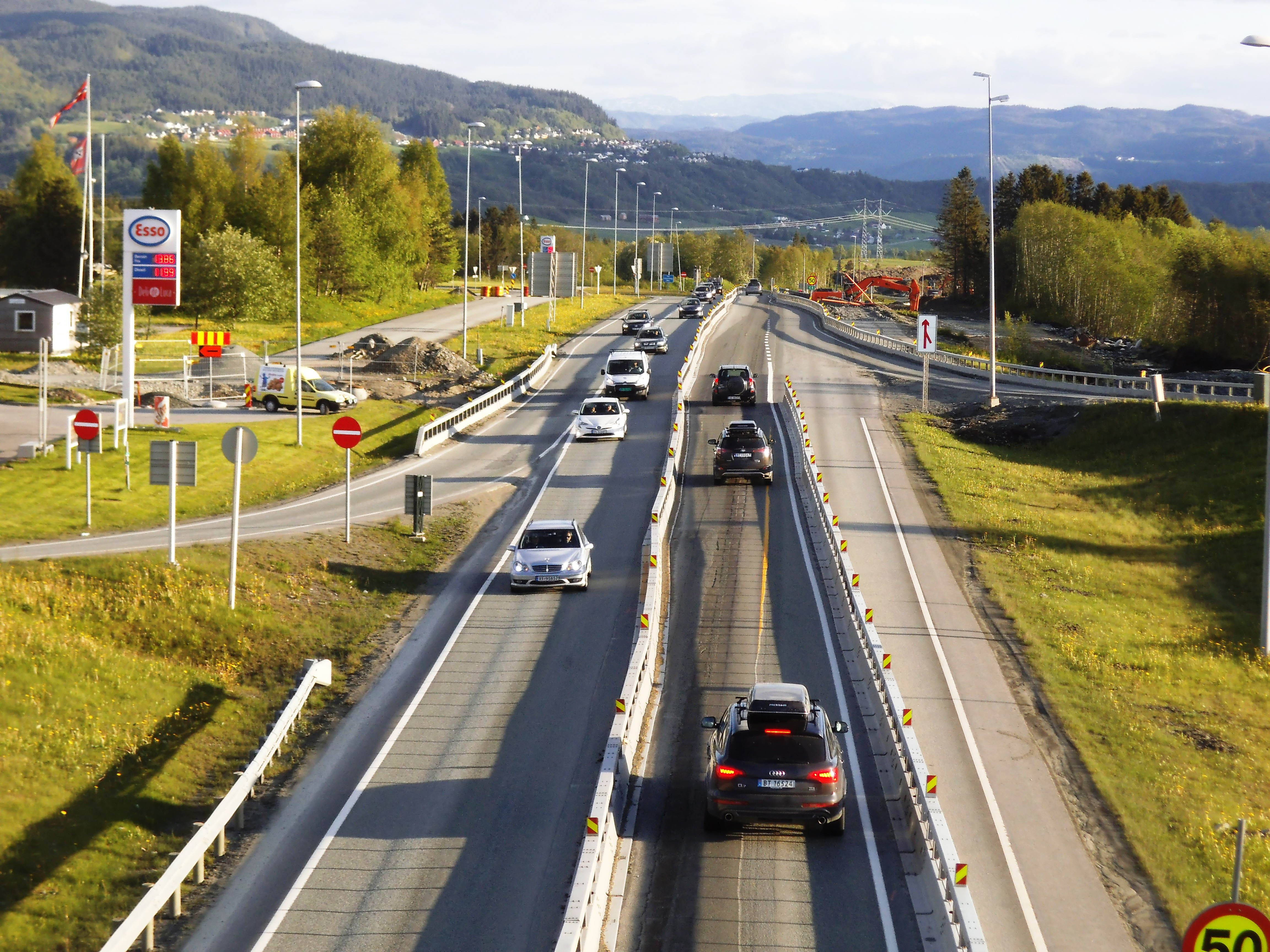
L'E6 dans le sud de Trondheim.

La ville est traversée par la route européenne 6, et est à l'extrémité des routes 14 et 39. La E14 a bénéficié en 2011 d'une aide de l'Europe (Interreg, projet dit « Green Highway ») d'équipement sur 400 km entre Trondheim et Sundsvall de stations service permettant le rechargement électrique (électricité renouvelable et propre uniquement, d'origine hydroélectrique essentiellement), biogaz, biodiesel et éthanol. La ville de Trondheim s'est équipée en véhicules « verts » qui pourront bénéficier de ce réseau.

#### Air, ferroviaire et eau
Trondheim possède un aéroport international, celui de Trondheim Værnes, situé à Stjørdal. C'est le quatrième du pays quant au trafic de passagers.

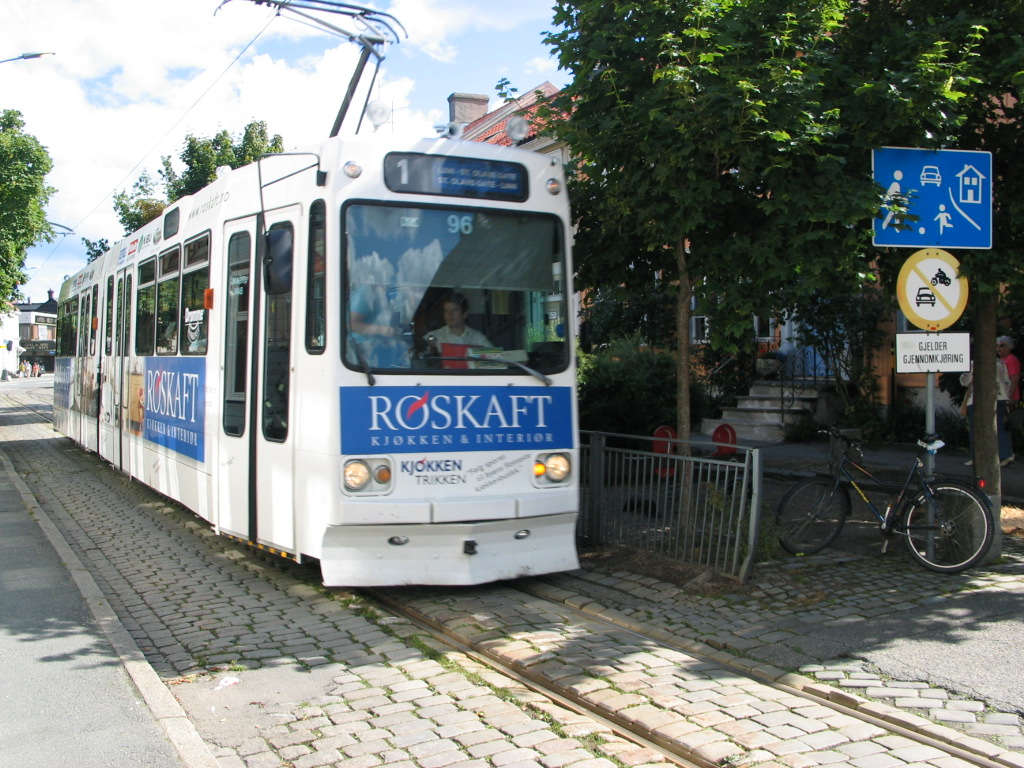
Un tramway circulant à Trondheim.

Les principales lignes de chemin de fer sont celles menant vers le nord (ligne Nordlandsbanen menant à Mo i Rana depuis 1942, Fauske depuis 1958 et Bodø depuis 1962), vers l'est menant à la Suède via Storlien (ligne de Meråkerbanen, ouverte depuis 1882), et deux lignes intérieures menant au sud et Oslo (avec la Rørosbanen depuis 1877 et Dovrebanen depuis 1921).
Les navires de l'express côtier (Hurtigruten) qui fait la liaison maritime de Bergen à Kirkenes le long de la côte fait étape à Trondheim. De nombreux navires de croisières font de même durant la saison estivale.

#### Transports en commun et vélo

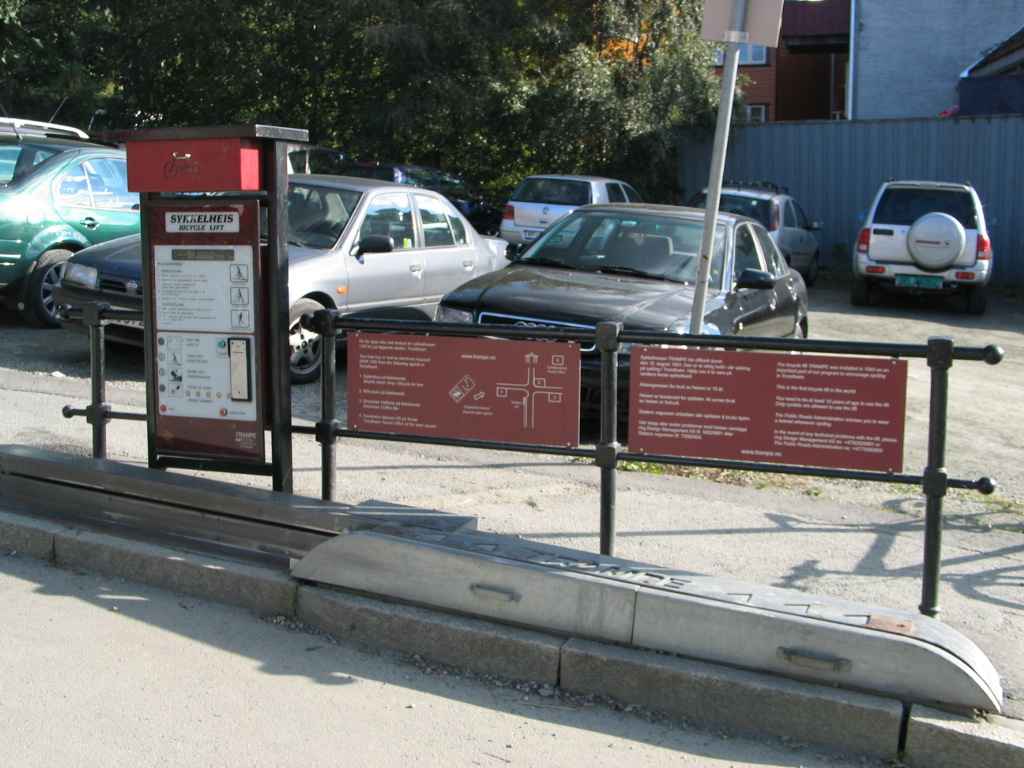
Le Trampe, ascenseur à bicyclette.

Trondheim possède la ligne de tramway la plus septentrionale au monde, le Gråkallbanen, dernier tronçon en activité de l'ancien tramway de la ville. D'une longueur de 8,8 km, il relie le centre de la ville à travers Byåsen jusqu'à Lian, dans la zone de loisirs de Bymarka. Autre curiosité, Trondheim possède le seul ascenseur à bicyclettes au monde, nommé Trampe (en), en service depuis 1993.
Le réseau de bus, géré par Team Trafikk couvre la majeure partie de la ville et de sa banlieue tous les jours de 5 h à minuit environ. Un service de nuit existe les week-ends.

## Histoire
La région est occupée depuis des milliers d'années, comme en témoignent les pétroglyphes du centre de la Norvège (cultures de Nøstvet et Lihult et culture de la céramique cordée).
La ville est fondée par le roi viking Olaf Tryggvason en 997 et baptisée du nom Nidaros : « l'embouchure de la Nid » (la Nid est le nom du fleuve Nidelva). Le site est choisi en raison de ses conditions favorables, tant pour l'installation d'un port que pour la défense du lieu.

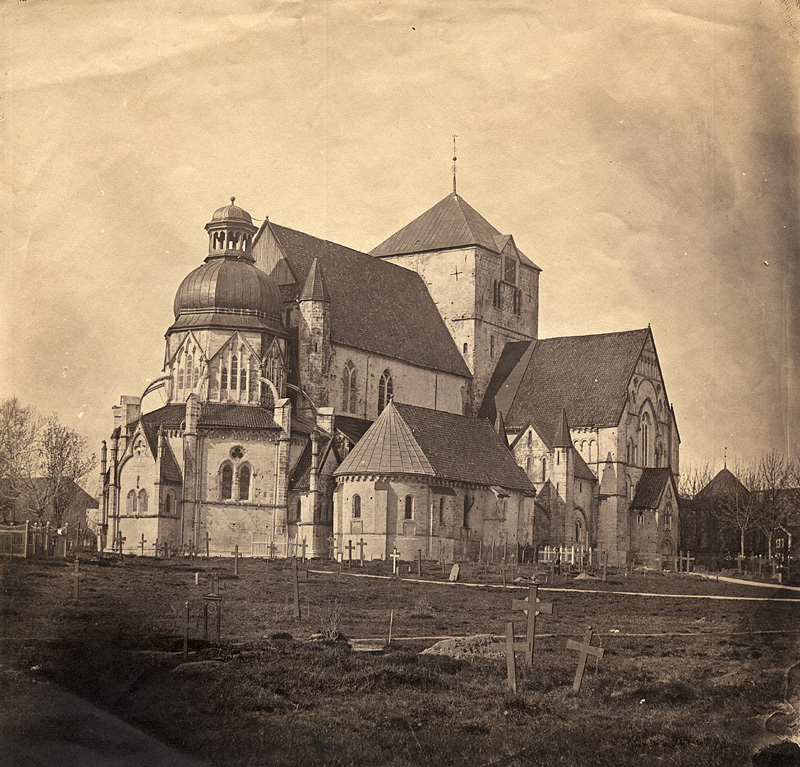
La cathédrale en 1857, avant le début des travaux de reconstruction de 1869.

 La région était alors dominée par les puissants jarls de Lade (Hlaðir), dont le domaine s'étendait sur le Trøndelag et qui régnaient depuis Lade, aujourd'hui quartier de la ville de Trondheim.
Dans les temps anciens, les rois de Norvège étaient proclamés à Trondheim au Øretinget, lieu de l'assemblée de tous les hommes libres, à l'embouchure de la Nidelva. Harald à la Belle Chevelure (Harald Ier, 865–933), premier roi de Norvège, y est proclamé roi, de même que son fils Håkon Ier. Utilisée comme poste militaire au départ, la ville abrite le trône du roi et constitue la capitale de la Norvège jusqu'en 1217.
Leif Erikson, le fils d'Erik le Rouge, probablement le premier Européen à aborder en Amérique du Nord, a vécu à Trondheim aux alentours de l'an 1000 comme membre de la garde du roi Olaf.
La bataille de Kalvskinnet se déroule à Trondheim en 1179 : le roi Sverre de Norvège et ses guerriers y défont Erling Skakke, un rival pour le trône.
En 1349, la peste noire touche la ville, tuant les deux tiers de sa population.
Renommée Trondheim (« Résidence de Trond ») à la fin du Moyen Âge, la ville est le siège de l'archevêché de Nidaros depuis 1152. Avec l'introduction du protestantisme luthérien en 1537, le dernier archevêque, Olav Engelbrektsson, doit fuir vers les Pays-Bas catholiques où il meurt dans l'actuelle ville belge de Lierre, en 1538.

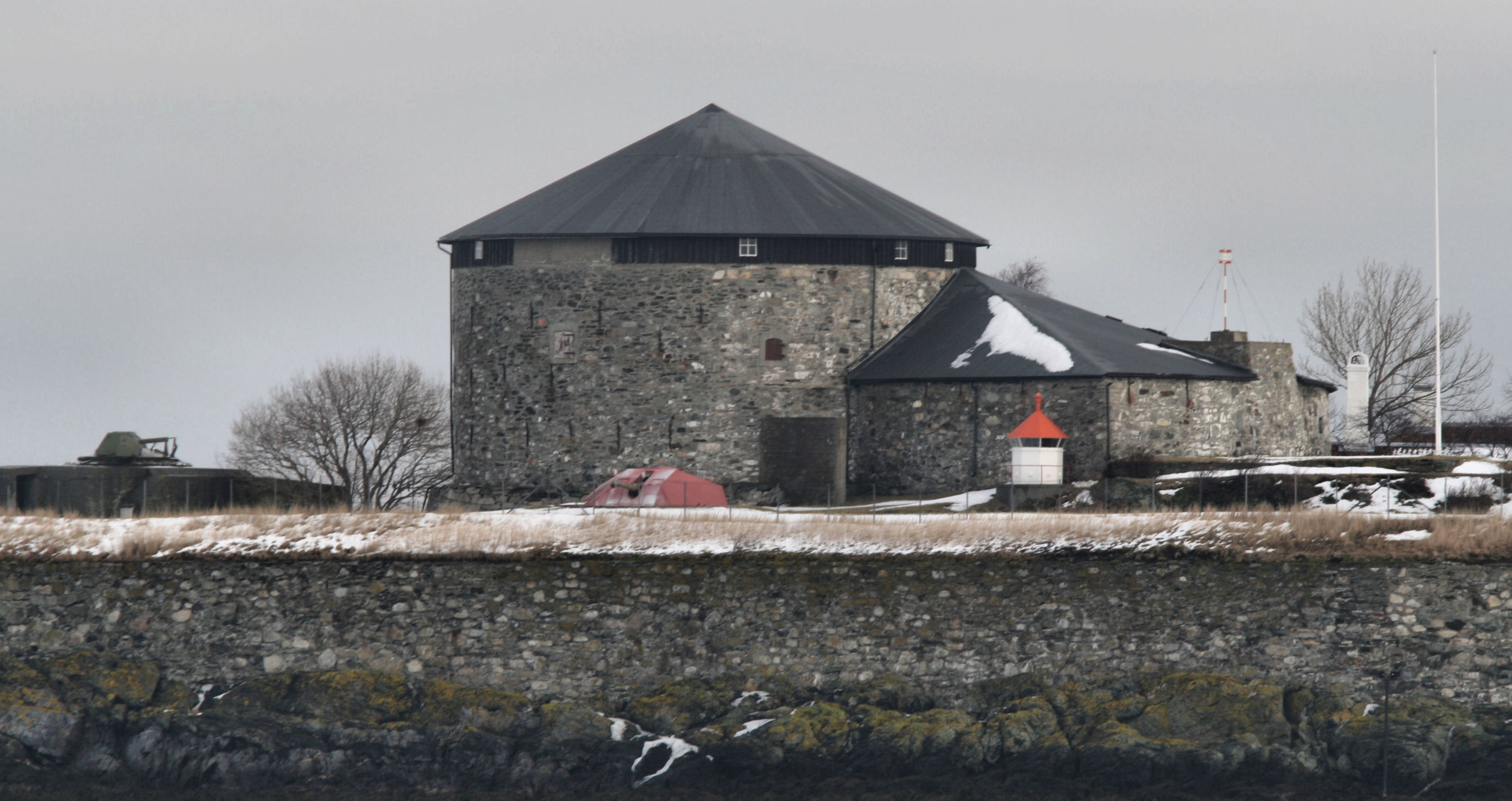
La forteresse de Munkholmen.

Construite principalement en bois, la ville a été ravagée au cours du temps par de grands incendies qui ont frappé la ville en 1598, 1651, 1681, 1708, 1717 (par deux fois), 1742, 1788, 1841 et 1842. L'incendie de 1651 est de loin le plus dévastateur, puisque le feu détruit 90 % des bâtiments dans les limites de la ville. Ce sinistre conduit à une reconstruction presque totale de Trondheim. Les travaux sont menés sous la supervision du général Johan Caspar von Cicignon, un militaire originaire du Luxembourg, au service du royaume du Danemark et de Norvège. De larges rues, comme l'actuelle Munkegaten, sont ouvertes afin d'entraver la propagation de futurs incendies.
Après le traité de Roskilde en 1658, Trondheim et tout le Trøndelag passent brièvement sous domination suédoise, mais sont restitués à la Norvège au traité de Copenhague en 1660.
Durant la Seconde Guerre mondiale, la ville est occupée du 9 avril 1940, premier jour de l'invasion de la Norvège, jusqu'à la fin de la guerre. Les Allemands y ont construit une base navale, Dora, qui a accueilli la 13e flottille de sous-marins entre juin 1943 et mai 1945. En raison de sa situation stratégique favorable, Hitler envisagea l'annexion de la ville au Reich et il demanda à son architecte Albert Speer d'établir les plans de la plus grande base navale allemande, qui comprendrait, outre des chantiers navals et des docks, des logements pour 250 000 Allemands,.

## Politique et administration

### Conseil de ville
La ville de Trondheim est dotée d'un conseil de ville (Bystyret) de 67 membres élus tous les quatre ans au suffrage universel.

### Maires de Trondheim
| Période         | Période         | Identité               | Étiquette                | Qualité |
| --------------- | --------------- | ---------------------- | ------------------------ | ------- |
| 1945            | 1947            | Ivar Skjånes           | Travailliste             |         |
| 1948            | 1957            | John Aae               | Travailliste             |         |
| 1958            | 1963            | Olav Gjærevoll         | Travailliste             |         |
| 1964            | 1970            | Odd Sagør              | Travailliste             |         |
| 1970            | 1975            | Kaare Tønne            | Travailliste             |         |
| 1975            | 1979            | Axel Buch              | Conservateur             |         |
| 1980            | 1981            | Olav Gjærevoll         | Travailliste             |         |
| 1982            | 1984            | Anne-Kathrine Parow    | Travailliste             |         |
| 1985            | 1989            | Per Berge              | Travailliste             |         |
| 1990            | 1998            | Marvin Wiseth          | Conservateur             |         |
| 1er avril 1998  | 9 octobre 2003  | Anne Kathrine Slungård | Conservateur             |         |
| août 2001       | juin 2002       | Liv Sandven            | Parti populaire chrétien | intérim |
| 9 octobre 2003  | 26 octobre 2023 | Rita Ottervik          | Travailliste             |         |
| 26 octobre 2023 | En cours        | Kent Ranum             | Conservateur             |         |

### Jumelages

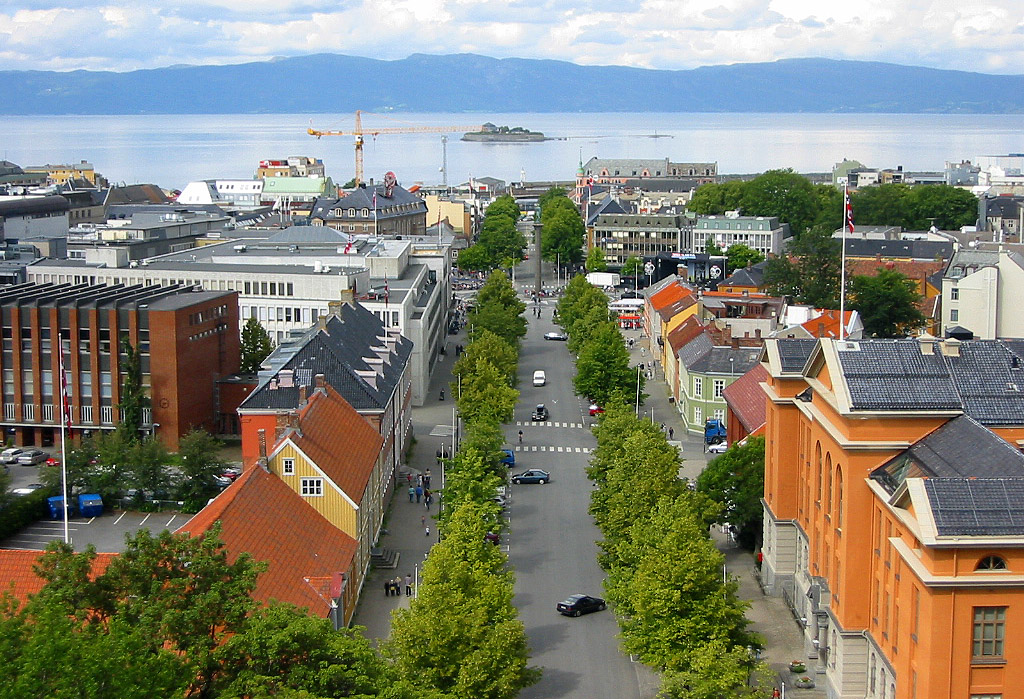
Le centre de Trondheim, avec vue sur le Trondheimsfjord et l'île de Munkholmen, depuis la tour de la cathédrale de Nidaros.

La ville de Trondheim est jumelée avec :
| Ville | Ville       | Pays | Pays        | Période             |
| ----- | ----------- | ---- | ----------- | ------------------- |
|       | Darmstadt   |      | Allemagne   | depuis 1968         |
|       | Donetsk     |      | Ukraine     |                     |
|       | Dunfermline |      | Royaume-Uni |                     |
|       | Graz,       |      | Autriche    | depuis octobre 1968 |
|       | Klaksvík    |      | îles Féroé  |                     |
|       | Kópavogur   |      | Islande     |                     |
|       | Norrköping  |      | Suède       |                     |
|       | Odense      |      | Danemark    |                     |
|       | Odense (en) |      | Danemark    |                     |
|       | Petah Tikva |      | Israël      |                     |
|       | Ramallah,   |      | Palestine   | depuis 2004         |
|       | Split       |      | Croatie     |                     |
|       | Tampere,    |      | Finlande    | depuis 1946         |
|       | Tiraspol    |      | Moldavie    |                     |
|       | Vallejo     |      | États-Unis  |                     |
|       | Östersund   |      | Suède       |                     |

Elle entretient des relations proches avec :
- Klaksvík (Îles Féroé) ;
- Upernavik (Groenland) ;
- Östersund (Suède) ;
- Sundsvall (Suède).

## Population et société

### Enseignement et recherche

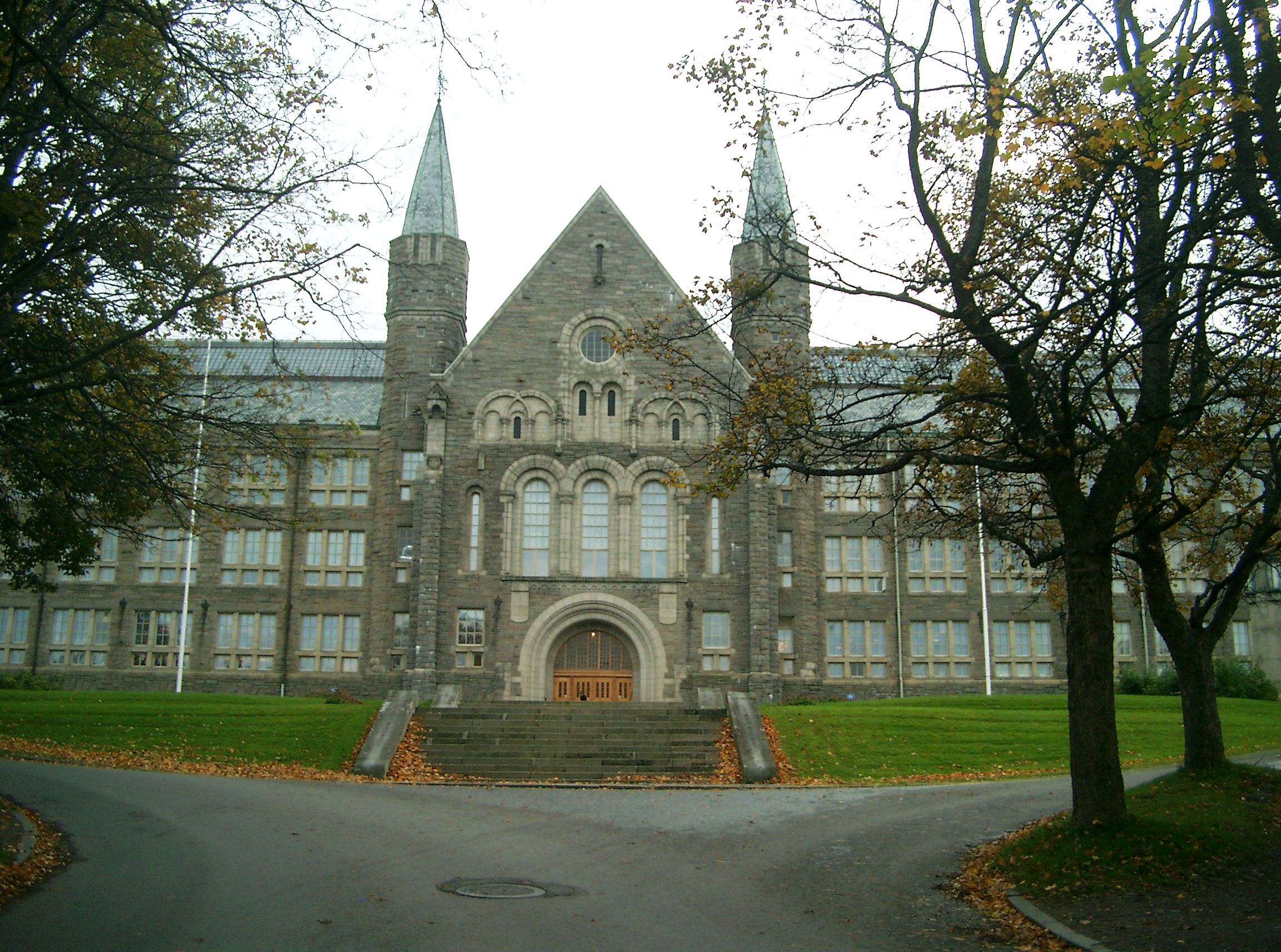
Le bâtiment principal de l'université norvégienne de sciences et de technologie.

Parmi les 11 lycées de la ville, la Trondheim katedralskole, fondé en 1152, est le plus ancien de ce niveau en Norvège, tandis que la Brundalen videregående skole est le principal de la région du Sør-Trøndelag (devenu Trøndelag depuis la réforme territoriale de 2018).
Trondheim abrite l'université norvégienne de sciences et de technologie (Norges Teknisk-Naturvitenskapelige Universitet ou NTNU) qui a absorbé en 2016 l'école supérieure du Sør-Trøndelag (Høgskolen i Sør-Trøndelag ou HiST). Cet ensemble universitaire accueille 41 970 étudiants en 2019, qui viennent de l'ensemble du pays et de l'étranger. Un certain nombre d'entre eux logent au village étudiant de Steinan.
SINTEF, le plus important centre indépendant de recherche de Scandinavie, regroupe plus de 2 000 collaborateurs dont 1 400 à Trondheim. L'école de la Force aérienne royale norvégienne se situe également à Trondheim.

### Sports

#### Football
Le principal club de football de la ville est le Rosenborg BK qui est également le club le plus titré de Norvège et participe régulièrement à la Ligue des champions de l'UEFA.

#### Sports d'hiver
La pratique des sports de glisse est très répandue à Trondheim. On trouve des pistes de ski de fond à Bymarka et un tremplin de saut à ski à Granåsen. Il est également possible de faire du ski alpin à Vassfjellet. Trondheim accueille les championnats du monde de ski nordique en 1997 et 2025 et régulièrement une étape de la coupe du monde de saut à ski. En mars 2007, Tromsø fut choisie au détriment de Trondheim pour porter la candidature norvégienne pour accueillir les Jeux olympiques d'hiver de 2018.

## Culture locale et patrimoine

La Nidelva au centre de Trondheim, avec de vieux entrepôts sur ses deux rives.

La majeure partie du centre-ville est constitué de petites échoppes de commerces spécialisés. Quelques centres commerciaux existent également autour des rues Nordre gate et Olav Tryggvasons gate.
À la fin des années 1990, la zone entourant les anciens bassins de radoub et chantiers de construction navale de la défunte Trondhjems mekaniske Værksted, dans le quartier de Nedre Elvehavn, fut rénovée et transformée en zone résidentielle et commerciale.

### Lieux et monuments

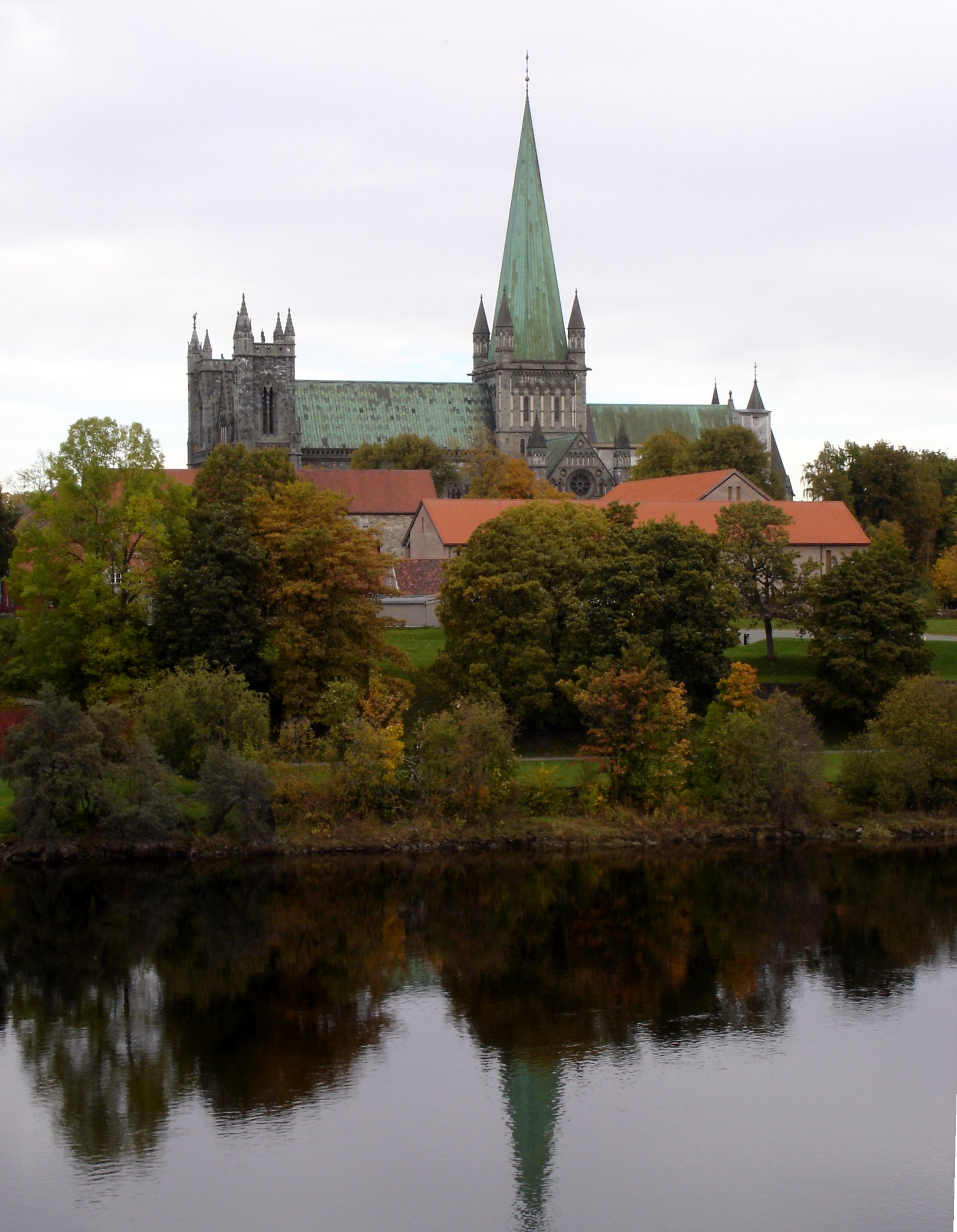
Cathédrale de Nidaros.

Parmi les monuments de Trondheim le plus connu est la cathédrale dite « de Nidaros », monument majeur de l'architecture gothique en Norvège. Elle fut construite en 1070 et restaurée en 1814. Elle constituait le plus important lieu de pèlerinage de Scandinavie au Moyen Âge et accueille, encore de nos jours, le sacre des rois de Norvège.
Près de la cathédrale est le Palais de l'archevêché où les joyaux de la couronne de Norvège sont conservés.
Dans le centre-ville, on peut également voir le vieux pont en bois (Gamle Bybro en norvégien) datant de l'époque de la reconstruction de la ville par Cicignon à la fin du XVIIe siècle et reconstruit en 1861.
La forteresse de Kristiansten, construite en 1681-1684, domine le centre depuis une colline de la ville. Elle repoussa une invasion suédoise en 1718 mais fut démobilisée en 1816 par le prince régent Charles Jean.
Une statue d'Olaf Tryggvason (Olaf Ier), le fondateur de la ville, se dresse sur la place centrale de Trondheim, au sommet d'un obélisque. La base de la statue présente également un cadran solaire. Une statue de Leif Erikson est située en bord de mer, près de l'ancien bâtiment des douanes. La statue est une réplique de l'original qui se trouve dans le port de Seattle.
En 1997 est érigée près de Museumsplass une statue en hommage à Cissi Klein, une écolière tuée à Auschwitz en 1943.

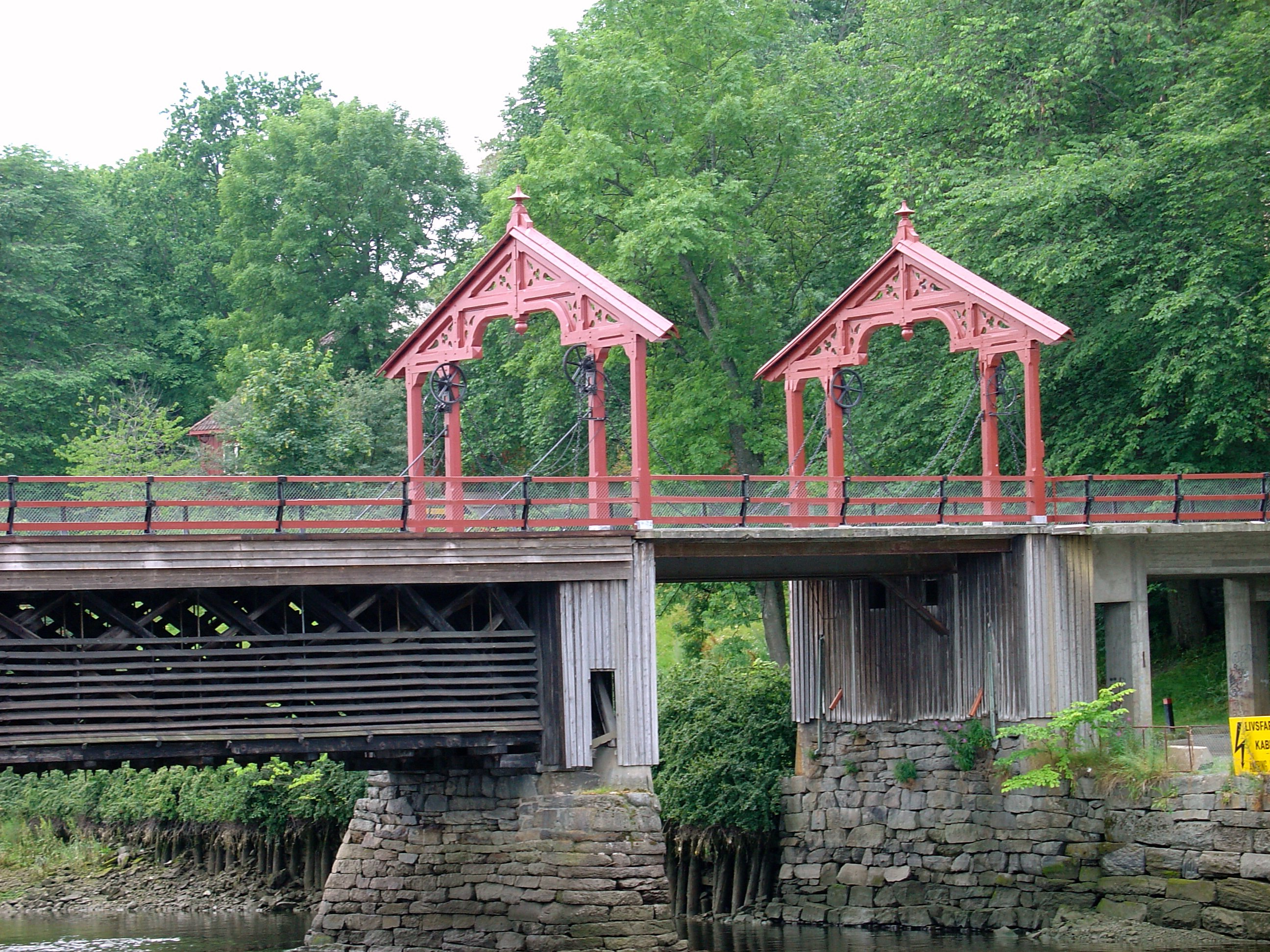
Le vieux pont ou Gamle Bybro.

L'ilot de Munkholmen, situé face au port, est une zone touristique et de loisirs. Il a autrefois servi de lieu d'exécution, de monastère, de forteresse, de prison et de base anti-aérienne durant la Seconde Guerre mondiale.
Le palais Stiftsgården, originellement bâti en 1774, est avec ses 140 pièces sur 4 000 m2 une des plus vastes constructions en bois d'Europe du Nord. Elle sert de résidence royale depuis 1800.
Enfin, Dora est une ancienne base allemande qui abritait la 13. Unterseebootsflottille, une flottille de sous-marins, pendant la Seconde Guerre mondiale lors de l'occupation de la Norvège. Aujourd'hui, les bunkers abritent de nombreux fonds d'archives, notamment celles de la ville et de l'université. Récemment, la base a également accueilli des concerts.

### Musées
Le musée des arts de Trondheim possède la troisième plus grande collection publique d'art en Norvège, principalement d'origine norvégienne de 1850 à nos jours. Le musée national des arts décoratifs expose un large éventail de pièces concernant les arts décoratifs et le design, dont un grand nombre de tapisseries de la norvégienne Hannah Ryggen, ainsi que la seule exposition permanente en Norvège concernant l'art et l'artisanat japonais.
Le musée des sciences (Vitensenteret i Trondheim) est un musée scientifique et d'expérimentation. On trouve également le musée d'histoire naturelle et d'archéologie qui est géré par l'université norvégienne de sciences et de technologie. Plusieurs petits musées concernent des domaines spécifiques de l'histoire, des sciences ou de la nature, comme le musée maritime, le musée Ringve de musique et d'instruments musicaux qui présente notamment une importante collection d'instruments anciens, avec démonstration par des guides-musiciens, l'armurerie, à côté du palais de l'archevêque, le jardin botanique Ringve, le musée du tramway de Trondheim et le musée juif situé dans la synagogue de la ville.
Le Musée PoMo de Trondheim (no), consacré à l'art moderne et contemporain, ouvre en février 2025.

### Spectacles
Olavshallen (la halle d'Olaf), est une salle de spectacles et de conférences située en centre-ville. Inauguré le 21 septembre 1989 après la pose de la première pierre par le roi Olav V 1 an auparavant, ce haut lieu culturel propose une programmation éclectique et abrite l'Orchestre symphonique de Trondheim (TSO). La salle et la société exploitante (Olavshallen AS) sont intégralement propriétés de la commune de Trondheim.

## Personnalités liées à la ville
- Oluf Christian Dietrichson (1856-1942), explorateur, mort à Trondheim.
- Johannes Høsflot Klæbo, trois fois médaillé d'or aux Jeux olympiques d'hiver en ski de fond.
- Hjalmar Andersen, ancien patineur de vitesse, notamment triple médaillé d'or aux Jeux olympiques de 1952, qui a grandi à Trondheim.
- Arve Tellefsen, violoniste soliste, né à Trondheim en 1936.
- Liv Ullmann, actrice, réalisatrice et scénariste, double nommée aux Oscars dans la catégorie meilleure actrice. Née à Tokyo en 1938, elle a grandi à Trondheim.
- Kjell Erik Killi Olsen est un peintre et sculpteur norvégien, né le 23 juillet 1952 à Trondheim. Il est surtout connu pour son art dépeignant souvent l'humanité par des personnages aux caractères à la fois grotesques, humoristiques et sexuels.
- Peter Wessel Tordenskiold, vice-amiral dans la marine du royaume du Danemark et de Norvège, héros populaire en Norvège et au Danemark. Né à Trondheim en 1691.
- Carl Gustav Fleischer, général norvégien, a grandi à Trondheim. Il commandait les forces alliées victorieuse à la bataille de Narvik et commanda ensuite les forces armées norvégiennes en exil à Dumfries en Écosse.
- Ingrid Kristiansen, athlète norvégienne, championne du monde du 10 000 mètres en 1987 et ancienne détentrice des records du monde des 5 000 mètres, 10 000 mètres et marathon, née en 1956 à Trondheim.
- Malin Reitan (1995), chanteuse, gagnante du Melody Grand Prix Junior 2005 et candidate pour la Norvège au concours Eurovision de la chanson junior 2005.
- Kim Hiorthøy, graphiste, plasticien, écrivain et musicien, est né (le 27 mars 1973) et a grandi à Trondheim. Il a étudié de 1991 à 1996 à l'Académie des Beaux-Arts de Trondheim.
- Lars Onsager, chimiste et physicien, y fut étudiant. Il y soutint une thèse sur la thermodynamique des processus irréversibles qui fut rejetée. L'évaluation de celle-ci fut peut être un peu bâclée, puisqu'elle lui vaudra, bien des années plus tard, le prix Nobel de chimie en 1968.
- AlltheWeb, un moteur de recherche Internet qui fut à la fin des années 1990 un concurrent de Google et Yahoo!. Il a été développé par des chercheurs de l'Université de Trondheim.
- Ann Helen Grande, biathlète norvégienne.
- Tonje Angelsen, athlète spécialiste du saut en hauteur.
- Dikken Zwilgmeyer, écrivaine norvégienne.
- Le groupe d'indie pop Highasakite, initialement formé par deux élèves du Conservatoire de Jazz de Trondheim.
- Arne Hurlen (1970), chanteur et guitariste. Alors étudiant à la NTNU, il y fonde dans les années 1990 le groupe Postgirobygget dont il est auteur, compositeur et interprète
- Sveinung Sundli (1979), musicien, compositeur et cofondateur du groupe Gåte. Créateur du Storåsfestival qui se tient à une heure au sud de Trondheim, il est aussi fondateur de divers établissements en centre-ville (les cafés-concerts Storås/Familien et Kafé Skuret, les restaurants Troll, Gubalari, Bifrons, Frida...)
- Gunnhild Sundli (1982), chanteuse, musicienne et comédienne. Chanteuse du groupe Gåte. Habitante de Trondheim, elle a joué dans de nombreuses pièces au Trøndelag Teater. Elle est sœur de Sveinung Sundli.
- Henry Gleditsch (1902-1942), acteur, directeur de théâtres et fondateur du Trøndelag Teater. Pour ses prises de position anti-nazis, il est interné en camp et exécuté par l'occupant allemand en 1942.